# Mockava (stacja kolejowa)
Mockava – stacja kolejowa w Zelionce, w rejonie łoździejskim, w okręgu olickim, na Litwie. Jest to ostatnia stacja na Litwie na prowadzącej przez przejście graniczne Trakiszki-Szestokaj linii do Suwałk. Zarządzana jest przez LTG Infra.
Stacja jest wyposażona w specjalne urządzenie SUW 2000 do zmiany zestawów kołowych z normalnotorowych (1435 mm) na szerokotorowe (1520 mm), lecz jest ono nieużywane m.in. ze względu na nowo wybudowaną normalnotorową trasę kolejową do Kowna.

## Połączenia
- Wilno (p. Szostaków)
- Kraków (p. Suwałki, Warszawę)[1]